# FIU
FIU（Financial Intelligence Unit）とは、資金洗浄やテロ資金供与に関する疑わしい取引の情報を一元的に受理・分析し、捜査機関等に提供する政府機関のこと。
日本語では金融情報部門、資金情報機関などと訳されるが、FIUの名称をそのまま使用することが多い。
FATFが提言した「40の勧告」（The 40 Recommendations）により国の中央機関として設立が求められている、AML（Anti Money Laundering）/CFT（Combating the Financing of TerrorismあるいはCounter Financing of Terrorism）のために、金融機関等からの届出情報を受理・処理し、当局に通知する事を役目とする機関である。
日本においては日本版FIUとして2000年（平成12年）2月1日に金融監督庁（現金融庁）内に特定金融情報室（JAFIO;Japan Financial Intelligence Office）が設置。
その後、2007年（平成19年）4月1日からは当該業務が国家公安委員会へ移管された。
実務上は警察庁刑事局組織犯罪対策部組織犯罪対策企画課犯罪収益移転防止対策室（JAFIC;Japan Financial Intelligence Center）が業務を行っている。

## 各国のFIU
- イギリス
  - SOCA（Financial Intelligence Unit of the Serious Organised Crime Agency）国家犯罪情報局経済犯罪部
- ベルギー
  - CTIF-CFI(仏-蘭:Cellule de Traitement des Informations Financières -Cel voor Financiële Informatieverwerking)
- 韓国
  - KoFIU（Korea Financial Intelligence Unit)韓国金融情報分析院
- シンガポール
  - STRO（The Suspicious Transaction Reporting Office）
- アメリカ
  - FinCEN(Financial Crimes Enforcement Network)
- オーストラリア
  - AUSTRAC(The Australian Transaction Reports and Analysis Centre)
- タイ
  - AMLO(The Anti-Money Laundering Office)
- 香港
  - JFIU(The Joint Financial Intelligence Unit)
- カナダ
  - FINTRAC(The Financial Transactions and Reports Analysis Centre)
- インドネシア
  - PPATK/INTRAC（Pusat Pelaporan dan Analisis Transaksi Keuangan/Indonesian Financial Transaction Reports and Analysis Center）